# Свети Иван Рилски (Запалня)
„Свети Иван Рилски“, също наричана и Потопената църква, е църква в село Запалня, което е потопено при изграждането на язовир Жребчево през 1965 г. Храмът е носил името на българския светец Иван Рилски.
Язовирът е построен през 1959 – 1966 г. В чашата на язовира са също и бившите села Запалня и Долни Паничарево. Рано напролет през 1965 г. храмът е наполовина потопен, а към края на лятото е почти изцяло под водата. Тя е единствената останка от селото.
Църквата е изградена на хълм, който е бил най-високото място в селото. Затова е успяла да остане над водата, поне частично и често напълно (при ниско ниво на язовира).
На възвишение в близост до останките на църквата се намира изоставено гробище. Пред него с лице към яз. „Жребчево“ е поставена паметна плоча за потопеното село Запалня. Надписът върху нея гласи:
| „ | „Село Запалня, заселено XV в. изселено 1962 г.“ | “ |

Църквата е разположена непосредствено до град Твърдица – в района, в който се намират новите постройки на жители на бившето село.
Подходът към храма е от Подбалканския път, отклоненито е под Твърдица. Ориентири са 2 бензиностанции – на „Лукойл“ и „Неси ойл“. Краткият път от разклона е означен с табели.
Към 2017 г. тече дарителска кампания за неотложни мерки по укрепването на църквата.